# 庇護三世
庇護三世（拉丁語：Pius PP. III；1439年5月9日—1503年10月18日），原名方濟各·托代斯基尼·皮科羅米尼（Francesco Todeschini Piccolomini），於1503年9月22日至1503年10月18日岀任教宗。他是天主教歷史上在位時間第九短的教宗，在位僅僅二十七日。他出生於義大利中部錫耶納市，他是教宗庇護二世姊妹Laodamia之子。在他二十二歲之時，庇護二世提升他為主教，並且允許他承繼皮科羅米尼家族的名字和家徽，隨後的教宗在幾個重要機構僱用了他，他曾照顧教宗保祿二世起居飲食，在教宗思道四世命令下在義大利中部翁布里亞地區傳教。1503年，教宗亞歷山大六世因感染疟疾去世，庇護三世當選成為新一任教宗。
庇護三世當選後，他的改革措施在9月22日隨後而來。在他手中，立即採取了宗教法庭的改革和拘捕了波吉亞樞機。但在二十六日後，他死於腿部潰瘍。有傳言指他被當時的錫耶納總督Pandolfo Petrucci毒害，但這種講法被後世史學家認為是一種陰謀論。

## 譯名列表
- 碧岳三世：香港天主教教區檔案　歷任教宗作碧岳。
- 庇護三世：天主教香港教區禮儀委員會：禧年專頁 （页面存档备份，存于）、《大英簡明百科知識庫》2005年版[永久]、《世界人名翻譯大辭典》1993年版作庇護。

| 天主教會職銜          | 天主教會職銜         | 天主教會職銜      |
| --------------------- | -------------------- | ----------------- |
| 前任者： 亞歷山大六世 | 罗马主教 教宗 1503年 | 繼任者： 儒略二世 |